# Реллум, Эжен
Эжен Виллем Эдуард Реллум (нидерл. Eugène Willem Eduard Rellum; Парамарибо, 10 февраля 1896 — Амстердам, 29 июля 1989) — суринамский поэт.
Э. Реллум работал землемером сперва в Индонезии, а затем в Суринаме. Позднее работал учителем танцев в Амстердаме. Его литературным дебютом стал сборник Заря (сранан-тонго Moesoedé, нидерл. Ochtendkrieken, 1960) — первый вышедший в Суринаме сборник на сранан-тонго. Позднее на сранан-тонго и нидерландском вышли: Восхождение (нидерл. Klim; сранан-тонго Kren; 1961), Пламенная любовь (нидерл. Vurige liefde; сранан-тонго Faja lobi; 1975), Стихи (нидерл. Gedichten; 1973), за исключением Тень Суринама (нидерл. Schaduw van Suriname; сранан-тонго Oembra foe Sranan; 1973), которая опять была написана целиком на сранан-тонго.